# Fenoscandia
Fenoscandia o Fenoescandinavia son términos geográficos y geológicos utilizados para describir la península compuesta por el conjunto de la península escandinava, la península de Kola, Carelia y Finlandia en el norte de Europa. Geológicamente, el término también alude al escudo Báltico que comprende Noruega, Suecia, Finlandia y parte de Rusia (óblast de Murmansk, parte de la República de Carelia y norte del óblast de Leningrado), que es la porción expuesta de la antigua placa Báltica. El término fue usado por primera vez por el geólogo finés Wilhelm Ramsay en 1898. El Escudo Báltico tiene más de 3100 millones de años de antigüedad.
En un sentido cultural, Fenoscandia representa históricamente el estrecho contacto entre los pueblos y culturas sami, finesa, sueca y noruega. A diferencia de la expresión «países nórdicos», Fenoscandia no incluye Dinamarca, Islandia, Groenlandia, los países bálticos u otras zonas de ultramar geográficamente desconectadas.
La geografía de Fenoscandia se caracteriza por una gran cantidad de lagos, fiordos y una cordillera erosionada que corre paralela al mar de Noruega. El nombre Fenoscandia es una mezcla de los nombres Finlandia y Escandinavia.
El canal Mar Blanco-Báltico separa Fenoscandia del resto del territorio ruso.